# Stephenson (Michigan)
Stephenson é uma cidade localizada no estado americano de Michigan, no Condado de Menominee.

## Demografia
Segundo o censo americano de 2000, a sua população era de 875 habitantes.
Em 2006, foi estimada uma população de 820, um decréscimo de 55 (-6.3%).

## Geografia
De acordo com o United States Census Bureau tem uma área de
2,8 km², dos quais 2,8 km² cobertos por terra e 0,0 km² cobertos por água. Stephenson localiza-se a aproximadamente 215 m acima do nível do mar.

## Localidades na vizinhança
O diagrama seguinte representa as localidades num raio de 36 km ao redor de Stephenson.